# (18594) 1998 BJ
1998 بي جاي (ويعرف أيضًا باسم (18594) 1998 بي جاي وفق تسمية الكوكب الصغير) (بالإنجليزية: 1998 BJ)‏ هو كويكب ضمن حزام الكويكبات؛ وترتيبه 18594 من حيث الاكتشاف.
اكتُشف هذا الجُرم الفلكي بواسطة تاكيشي أوراتا ‏ في 16 يناير 1998.

## وصلات خارجية
- (18594) 1998 BJ في قاعدة بيانات مختبر الدفع النفاث لأجرام النظام الشمسي الصغيرة

- الاكتشاف · مخطط المدار ·  العناصر المدارية · المعلمات المادية

- (18594) 1998 BJ على موقع ويكي سكاي: DSS2, SDSS, GALEX, IRAS, Hydrogen α, X-Ray, Astrophoto, Sky Map, Articles and images